# Touch Down 2 Cause Hell
Touch Down 2 Cause Hell – szósty studyjny album amerykańskiego rapera Boosiego Badazza, którego premiera odbyła się 26 maja 2015 roku. Wydawnictwo ukazało się nakładem wytwórni Trill Entertainment, Bad Azz oraz Atlantic Records.
Album zadebiutował na 3. miejscu amerykańskiej listy sprzedaży Billboard 200 z wynikiem 59 000 egzemplarzy w pierwszym tygodniu.

## Lista utworów
Źródło.
| Nr  | Tytuł utworu                                     | Producent           | Długość |
| --- | ------------------------------------------------ | ------------------- | ------- |
| 1.  | „Intro – Get Em Boosie”                          | Black Metaphor      | 1:16    |
| 2.  | „Window of My Eyes”                              | Roc & Mayne, Kenoe  | 4:39    |
| 3.  | „Mercy on My Soul” (gości. Young Jeezy & Akelee) | Kenoe, Samuel AsH   | 5:15    |
| 4.  | „Like a Man” (gości. Rich Homie Quan)            | Mouse On tha Track  | 4:27    |
| 5.  | „On Deck” (gości. Young Thug)                    | P-Lo                | 4:07    |
| 6.  | „Retaliation”                                    | London on da Track  | 3:05    |
| 7.  | „No Juice”                                       | Mouse On tha Track  | 3:32    |
| 8.  | „On That Level” (gości. Webbie)                  | Abby "Samir" Urbina | 3:36    |
| 9.  | „Hip Hop Hooray” (gości. Webbie)                 | Knucklehead         | 3:19    |
| 10. | „Mr. Miyagi”                                     | Beat Billionaire    | 4:34    |
| 11. | „Black Heaven” (gości. Keyshia Cole & J. Cole)   | Kenoe, Samuel AsH   | 4:09    |
| 12. | „She Don’t Love Me” (gości. Chris Brown)         | BJ Beatz            | 3:38    |
| 13. | „All I Know” (gości. PJ)                         | Kane Beatz          | 4:20    |
| 14. | „Drop Top Music” (gości. Rick Ross)              | Big Wayne           | 3:22    |
| 15. | „Spoil You” (gości. T.I.)                        | Kenoe               | 4:32    |
| 16. | „How She Got Her Name”                           | J Reid              | 4:07    |
| 17. | „Kicking Clouds”                                 | Kenoe               | 4:07    |
| 18. | „Hands Up”                                       | J Reid              | 2:33    |
| 19. | „I'm Sorry”                                      | Abby "Samir" Urbina | 3:33    |
|     |                                                  |                     | 1:12:11 |

## Notowania
| Lista sprzedaży (2015)                     | Najwyższa pozycja |
| ------------------------------------------ | ----------------- |
| Stany Zjednoczone (Billboard 200)          | 3                 |
| Stany Zjednoczone (Top R&B/Hip-Hop Albums) | 2                 |